# Aglianico del Taburno rosso
L'Aglianico del Taburno rosso est un vin italien, produit dans la région Campanie, doté d'une appellation DOC depuis le 29 octobre 1986. Seuls ont droit à la DOC les vins rouges récoltés à l'intérieur de l'aire de production définie par le décret.
Le vin rouge du type rosso répond à un cahier des charges moins exigeant que l'Aglianico del Taburno rosso riserva, essentiellement en relation avec le vieillissement et le titre alcoolique.

## Aire de production
Les vignobles autorisés se situent en province de Bénévent, dans les communes Apollosa, Bonea, Campoli del Monte Taburno, Castelpoto, Foglianise, Montesarchio, Paupisi, Torrecuso et Ponte ainsi qu'en partie dans les communes Benevento, Cautano, Vitulano et Tocco Caudio. 
Les vignobles se situent sur les pentes du mont Taburno à 40 km de Naples.

## Caractéristiques organoleptiques
- couleur: rouge rubis plus ou moins intensif
- odeur: fruits rouges, agréable, caractéristique
- saveur: sèche, légèrement tannique

L'Aglianico del Taburno rosso se déguste à une température comprise entre 16 et 17 °C.

## Production
Province, saison, volume en hectolitres :
- Benevento (1994/95) : 3 192,98
- Benevento (1995/96) : 4 065,32
- Benevento (1996/97) : 4 836,65